# سالي غروسمان
سالي غروسمان (بالإنجليزية: Sally Grossman)‏ هي سيدة أعمال أمريكية، ولدت في 1939.